# Chaetoceros
Chaetoceros (z řec. chaeta-štětec, kera-roh) druhově bohatý rod rozsivek, jednobuněčných nebo tvořících různě dlouhá vlákna. Jejich buňky jsou z pohledu z určité strany kulaté, z jiného pohledu však mají tvar obdélníku. Charakteristickým rysem tohoto rodu jsou dlouhé výběžky směřující ven z rohů buněk. Žijí při mořské hladině, nejčastěji v chladnějších mořích mírného a polárního pásu. Na jaře mohou být v moři původcem vodního květu.
Chaetoceros je zřejmě druhově nejbohatší rod mořských planktonních rozsivek, bylo popsáno již asi 400 druhů, ačkoliv některé druhy jsou dnes již velmi sporné. Není totiž snadné určit jednotlivé druhy rodu Chaetoceros. Bylo učiněno několik pokusů tuto situaci zpřehlednit a rozčlenit rod na několik podrodů, uspokojivého výsledku však zatím nebylo dosaženo. Problém představuje hlavně skutečnost, že celý druh je kosmopolitní, jenže studie se zaměřují spíše na druhy mírného pásu.